# ドーサン (アラバマ州)
ドーサン（Dothan）は、アメリカ合衆国アラバマ州南東端に位置する都市。ヒューストン郡の郡庁所在地である。人口は7万1072人（2020年）。市名は創世記37章17節に記されている古代都市ドタン（Dothan）に由来している。
ドーサンとその周辺は全米でも有数のピーナッツの大産地であり、その中心に位置するドーサンはThe Peanut Capital of the World（世界のピーナッツの都）と呼ばれている。ピーナッツはドーサンに経済面だけでなく文化面でも影響を及ぼしており、市内には金色のピーナッツの像が立つほか、毎年ピーナッツ祭が行われる。

## 歴史
今日のドーサン市があるこの一帯は、ヨーロッパ人の入植以前にはネイティブ・アメリカンのアラバマ族およびクリーク族が住み着いていた。この地域に分布するダイオウマツの広大な森の中に、ポプラに囲まれたグレイドがあり、そのグレイドの中、ネイティブ・アメリカンが用いていた2本の道の交わるところには大きな泉があった。やがて18世紀後期から19世紀初頭にかけて、白人入植者がこの地を行き来するようになると、この泉はポプラ・スプリングと名付けられた。
1860年代までは、この泉の周りはわずか9家族が住む小さな集落であったが、1870年代後期に入ると木材やテレピン油が生産されるようになり、人口と農地が増えていくようになった。やがて、この集落に最初の郵便局を誘致しようとした際に、州内にポプラ・スプリングという名の町が他にあることが判ると、この集落は聖書に登場する古代都市ドタンからその名を取って、ドーサンに改名された。ドーサンは1885年11月10日に、町として正式に法人化された。その4年後、1889年には州都モントゴメリーからの鉄道が開通すると、ドーサンはこの地域における商業の中心地へと変貌した。1903年にヒューストン郡が創設されると、ドーサンにはヒューストン郡の郡庁が置かれた。
20世紀を通じて、ドーサンは地域交通の中心地として、また農業都市として成長していったが、その中心となる作物は変わっていった。20世紀初頭までは、ドーサンにおける中心的な作物は綿花と木材であった。しかし1920年代から1930年代にかけて、この地の土壌がピーナッツの栽培に向いていることが判ると、その後はドーサンはピーナッツの一大産地としての地位を確立していった。やがて1938年、ドーサンは「世界のピーナッツの都」を名乗るようになった。

## 地理

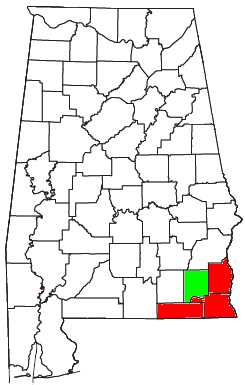
ドーサン・オザーク広域都市圏
ドーサン都市圏
オザーク小都市圏

ドーサンは北緯31度13分38秒 西経85度24分26秒 / 北緯31.22722度 西経85.40722度に位置している。フロリダ州との州境、ジョージア州との州境からはいずれも30km程度である。州都モントゴメリーからは南東へ約160km、フロリダ州都タラハシーからは西北西へ約140km、ジョージア州コロンバスからは南南西へ約160kmである。市の標高は98mである。
アメリカ合衆国国勢調査局によると、ドーサン市は総面積224.8km2（86.8mi2）である。そのうち224.3km2（86.6mi2）が陸地で0.5km2（0.2mi2）が水域である。総面積の0.23%が水域となっている。市域の大部分はヒューストン郡内にあり、一部が北西隣のデイル郡、および北隣のヘンリー郡にかかっている。ヒューストン郡とヘンリー郡はドーサン都市圏に属するものの、デイル郡はオザーク小都市圏に属しており、ドーサン都市圏外にもドーサン市域が存在することになる。ドーサン・オザーク広域都市圏はこれら3郡を含む4郡にまたがっている。
ドーサンの気候は、ケッペンの気候区分でこそアメリカ合衆国東海岸や南部に広く分布している温暖湿潤気候（Cfa）に属するが、実際には蒸し暑い夏と温暖で過ごしやすい冬に特徴付けられる亜熱帯性の気候である。最も暑い7月の平均気温は27℃、最高気温の平均は33℃で、日中はほとんどの日が30℃を超える。最も寒い1月の平均気温は10℃、最低気温の平均は6℃で、最低気温が氷点下に下がることが時々ある程度である。降水量は秋にやや少なくなるものの1年を通じて平均しており、月間110-150mm、年間1,320mm程度である。冬季の降雪は極めて稀である。
|               | 1月   | 2月   | 3月   | 4月   | 5月  | 6月   | 7月   | 8月   | 9月   | 10月 | 11月 | 12月  | 年      |
| ------------- | ----- | ----- | ----- | ----- | ---- | ----- | ----- | ----- | ----- | ---- | ---- | ----- | ------- |
| 平均気温（℃） | 10.4  | 11.9  | 15.2  | 19.6  | 23.7 | 26.7  | 27.4  | 27.3  | 24.9  | 20.0 | 14.2 | 10.7  | 19.3    |
| 降水量（mm）  | 109.2 | 121.9 | 144.8 | 104.1 | 86.4 | 109.2 | 149.9 | 121.9 | 127.0 | 55.9 | 76.2 | 116.8 | 1,323.3 |

## 政治

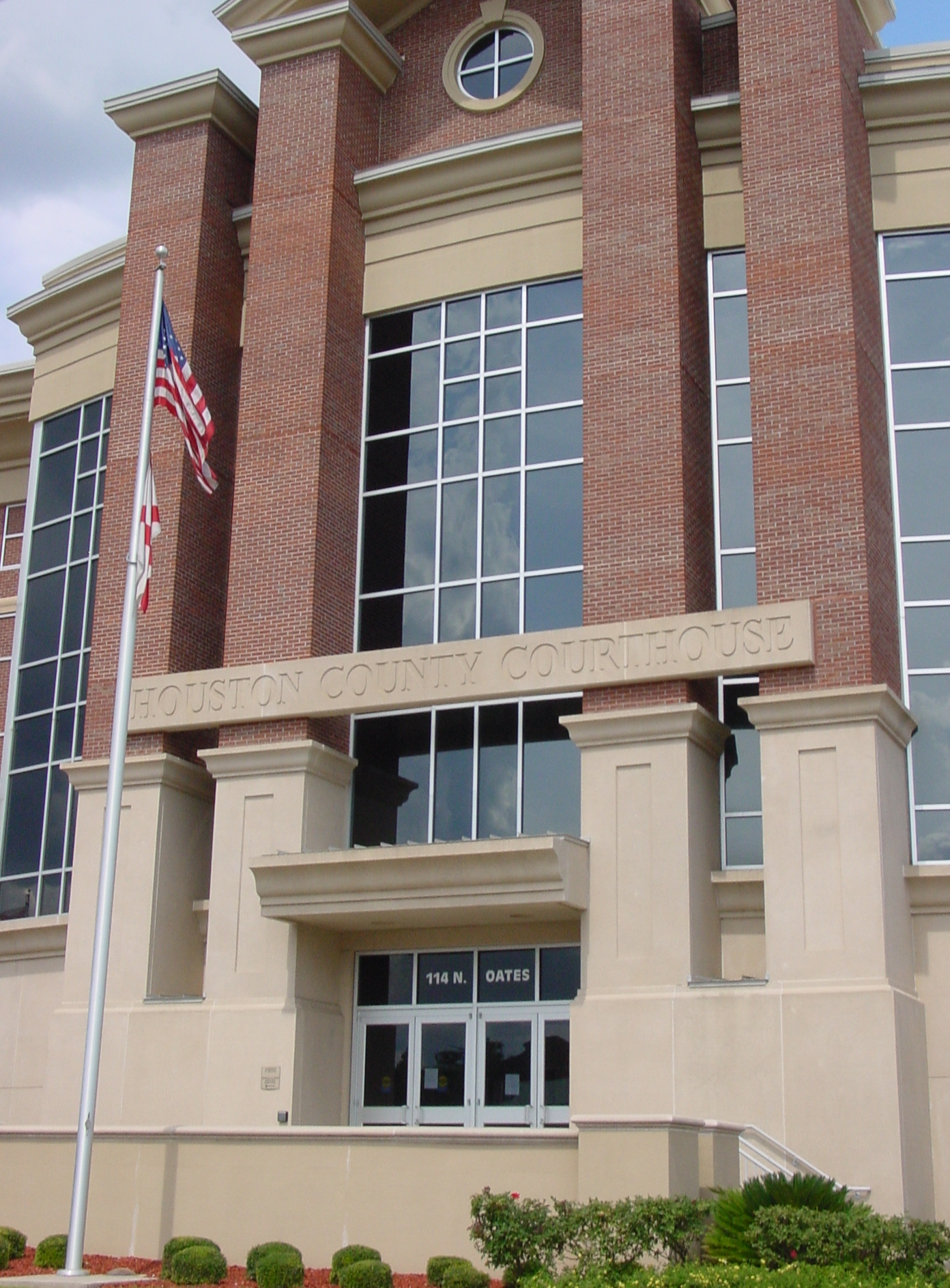
ヒューストン郡地方裁判所

ドーサンはシティー・マネージャー制を採っている。シティー・マネージャーは市の行政実務の最高責任者で、市議会の採択した政策の実施、市政府の各局の業務の計画・管理・監督、各局長の人事・指揮・命令、市の行政実務・サービスに関する苦情の調査、予算案および財務報告書の作成、購買といった市の行政実務全般に対する最高の権限を有し、責任を負う。シティー・マネージャーは市議会で過半数の議員の賛成を得て任命される。
市長は儀礼的な場で市の代表としての役割を果たすほか、市議会の議長を務め、採決においては市議員と同等の権限を有する。市長は全市からの投票で選出され、その任期は4年である。
市議会は市の立法機関で、市の政策や条例を採択し、予算を承認し、シティー・マネージャーの任命および解任を行う。市議会を構成する市議員は6名で、市を6つに分けた選挙区から1名ずつが選出される。市議員の任期は4年で、2年ごとに半数が改選される。

## 経済
ドーサンとその周辺地域における中心的な産業は農業である。とりわけ地域の特産となっている農産物はピーナッツで、ドーサンは「世界のピーナッツの都」と呼ばれている。全米で生産されるピーナッツの約半分はドーサンから半径100マイル（160km）以内で生産されている。ピーナッツの作付面積はヒューストン郡1郡のみでアラバマ州全体の約2割、ドーサン・エンタープライズ・オザーク広域都市圏の5郡では州全体の約55%に達する。ドーサンにはアラバマ州ピーナッツ生産者協会の本部が置かれている。ドーサンのビジターセンターの前には、金色のピーナッツの像が立っている。また、毎年11月には、ドーサンではナショナル・ピーナッツ・フェスティバルというイベントも開かれる。

## 交通

ドーサン周辺の道路

ドーサン地域空港（IATA: DHN）は市の中心部から北西へ約9km、デイル郡内に立地している。同空港は軍用機の発着が半分以上を占めており、定期旅客便はデルタ航空（デルタ・コネクション）によるアトランタからの便が1日4便発着しているのみである。
ドーサンには州間高速道路は通っていないが、84号線、231号線、および431号線の3本の国道が交わっている（231号線および431号線はともに31号線の支線）。これらの3本の国道はドーサンの市街地を囲む環状道路となっている。
ドーサンにはアムトラックの駅はないが、グレイハウンドのバスターミナルはダウンタウンにあり、モントゴメリーとタラハシーを結ぶバスが停車する。

## 教育
トロイ大学は4つあるキャンパスの1つをドーサンに置いている。同学はドーサンの北西約90km、トロイに本部を置く州立総合大学で、ドーサン校は地域に密着して生涯学習を提供するキャンパスとして位置づけられている。
ドーサンにおけるK-12課程はドーサン市学区の管轄下に置かれている公立学校によって主にまかなわれている。同学区は小学校12校、中学校4校、高校3校を有している。

## 文化

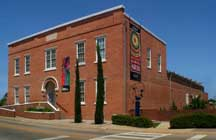
ワイヤーグラス美術館

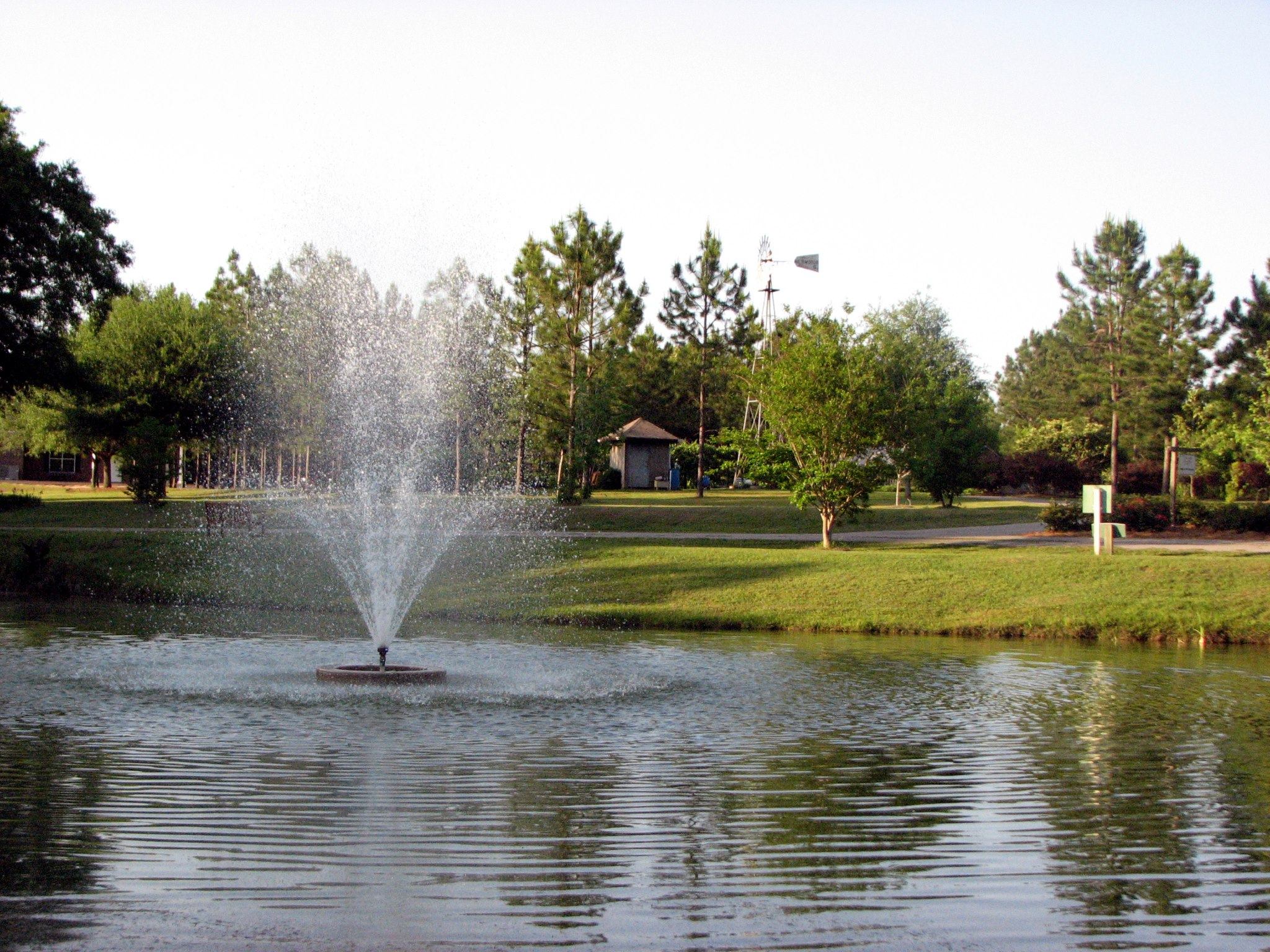
ドーサン地域植物園

ダウンタウンに立地するワイヤーグラス美術館は、もともとは1912-13年にかけて建てられた水道・発電所を改装し、1988年に美術館として開館したものである。同館の収蔵品は地元芸術家の作品や近現代芸術作品から民芸品、彫刻、写真と多岐にわたっている。また、同館は芸術教室も開いている。
ワイヤーグラス美術館の1ブロック西には、3,100席を有する多目的アリーナを備え、コンサートやスポーツ等のイベントに使われているドーサン・シビック・センターが立地している。シビック・センターの東隣、ワイヤーグラス美術館との間に建つドーサン・オペラ・ハウスは、1915年に建てられたビクトリア建築様式の劇場で、コンサート、コーラス、ダンスの公演のほか、ビジネスセミナーにも使われている。この劇場は1977年に国家歴史登録財に指定された。

## 人口動態

### 都市圏人口
ドーサンの都市圏、および広域都市圏を形成する各郡の人口は以下の通りである（2010年国勢調査）。
ドーサン都市圏
| 郡             | 州         | 人口      |
| -------------- | ---------- | --------- |
| ヒューストン郡 | アラバマ州 | 101,547人 |
| ジェニーバ郡   | アラバマ州 | 26,790人  |
| ヘンリー郡     | アラバマ州 | 17,302人  |
| 合計           | 合計       | 145,639人 |

ドーサン・オザーク広域都市圏
| 都市圏/小都市圏  | 郡             | 州             | 人口      |
| ---------------- | -------------- | -------------- | --------- |
| ドーサン都市圏   | ドーサン都市圏 | ドーサン都市圏 | 145,639人 |
| オザーク小都市圏 | デイル郡       | アラバマ州     | 50,251人  |
| 合計             | 合計           | 合計           | 195,890人 |

### 市域人口推移
以下にドーサン市における1890年から2010年までの人口推移をグラフおよび表で示す。
| 統計年 | 人口     |
| ------ | -------- |
| 1890年 | 247人    |
| 1900年 | 3,275人  |
| 1910年 | 7,016人  |
| 1920年 | 10,034人 |
| 1930年 | 16,046人 |
| 1940年 | 17,194人 |
| 1950年 | 21,584人 |
| 1960年 | 31,440人 |
| 1970年 | 36,733人 |
| 1980年 | 48,750人 |
| 1990年 | 53,589人 |
| 2000年 | 57,737人 |
| 2010年 | 65,496人 |

## 姉妹都市
ドーサンは以下2都市と姉妹都市提携を結んでいる。
- アラフエラ（コスタリカ）
- 坂戸市（日本・埼玉県）[25]

## 註
1. ↑  “Quickfacts.census.gov”. 2023年12月4日閲覧。
2. ↑  Room, Adrian. Placenames of the World: Origins And Meanings of the Names for 6,600 Countries, Cities, Territories, Natural Features And Historic Sites. p.113. Jefferson, North Carolina: McFarland. 2006年. ISBN 9780786422487.
3. 1 2  Kirkland, Scotty E. Dothan. Encyclopedia of Alabama. Alabama Humanities Foundation. 2012年7月13日.
4. 1 2  Historical Weather for Dothan - Airport, Alabama, United States of America. Weatherbase.com.
5. ↑  "City Manager". Part I. Article V. Code of Ordinances. City of Dothan. 2013年1月15日.
6. ↑  "Mayor". Part I. Article IV. Code of Ordinances.
7. ↑  "Commission". Part I. Article III. Code of Ordinances.
8. ↑  Community Slogans by Agriculture. ePodunk.
なお、ドーサンのほか、ジョージア州南西部のアシュバーンやブレイクリーもPeanut Capital of the Worldを名乗っている。
9. ↑  Peanuts. Alabama Farmers Federation.
10. ↑  Alabama Peanut Acreage by County: 2006-2010. Alabama Peanut Producers Association.
11. ↑  About Us. Alabama Peanut Producers Association.
12. ↑  Dothan, Alabama: Large Gold Peanut. RoadsideAmerica.com.
13. ↑  National Peanut Festival.
14. ↑  Dothan Rgn'l. (Form 5010) Airport Master Record. Federal Aviation Administration. 2013年5月2日.
15. ↑  Arrivals & Departures. Dothan Regional Airport.
16. ↑  Welcome to Dothan Campus. Troy University.
17. ↑  Schools. Dothan City Schools.
18. ↑  History. Wireglass Museum of Art.
19. ↑  Collection. Wireglass Museum of Art.
20. ↑  Youth Classes. Wireglass Museum of Art.
21. ↑  Civic Center. City of Dothan.
22. ↑  Opera House. City of Dothan.
23. ↑  Dothan Opera House. National Register of Historic Places Inventory -- Nomination Form. National Park Service. 1977年12月16日.
24. ↑  United States Census Bureau. “Census of Population and Housing”. 2013年11月20日閲覧。
25. ↑  姉妹都市. 坂戸市.